# Фред Отт прегръща птица
„Фред Отт прегръща птица“ (на английски: Fred Ott Holding a Bird) е американски късометражен ням филм от 1894 година на режисьора Уилям Кенеди Диксън с участието на Фред Отт, заснет в студиото Блек Мария при лабораториите на Томас Едисън в Ню Джърси.

## В ролите
- Фред Отт[2]